# Fingervårtkaktus
Fingervårtkaktus (Mammillaria elongata) är en suckulent växt inom släktet Mammillaria och familjen kaktusar. Fingervårtkaktus har tunn cylinderformad kropp med gula till rödaktiga taggar, får blekgula blommor och röd frukt. Ofta hittar man cristata-former av fingervårtkaktus i handeln. 
Ursprungligen från Mexiko.

## Odling
Trivs bäst på så solig plats som möjligt hela året. Sommartid kan den vistas utomhus, men se bara till så att det inte regnar på krukan, då mycket vatten är det största hotet. Vattna rejält så jorden blir genomvattnad, men låt den sedan torka upp ordentligt före nästa vattning. Vintertid vattnas den mycket sparsamt. Använd svag kaktusnäring under sommarmånaderna, ingenting resten av året. För mycket näring gör att kaktusen får svårt att klara vintern. På sommaren är en temperatur på cirka 20° lagom, gärna med svalare nätter. På vintern kan den klara sig med 5-10°, men ingen frost. Ju svalare vintertid, desto lättare kommer blomningen igång på våren. Omplantering behöver sällan göras varje år, men när det behövs ska jorden innehålla mycket dränerande material.

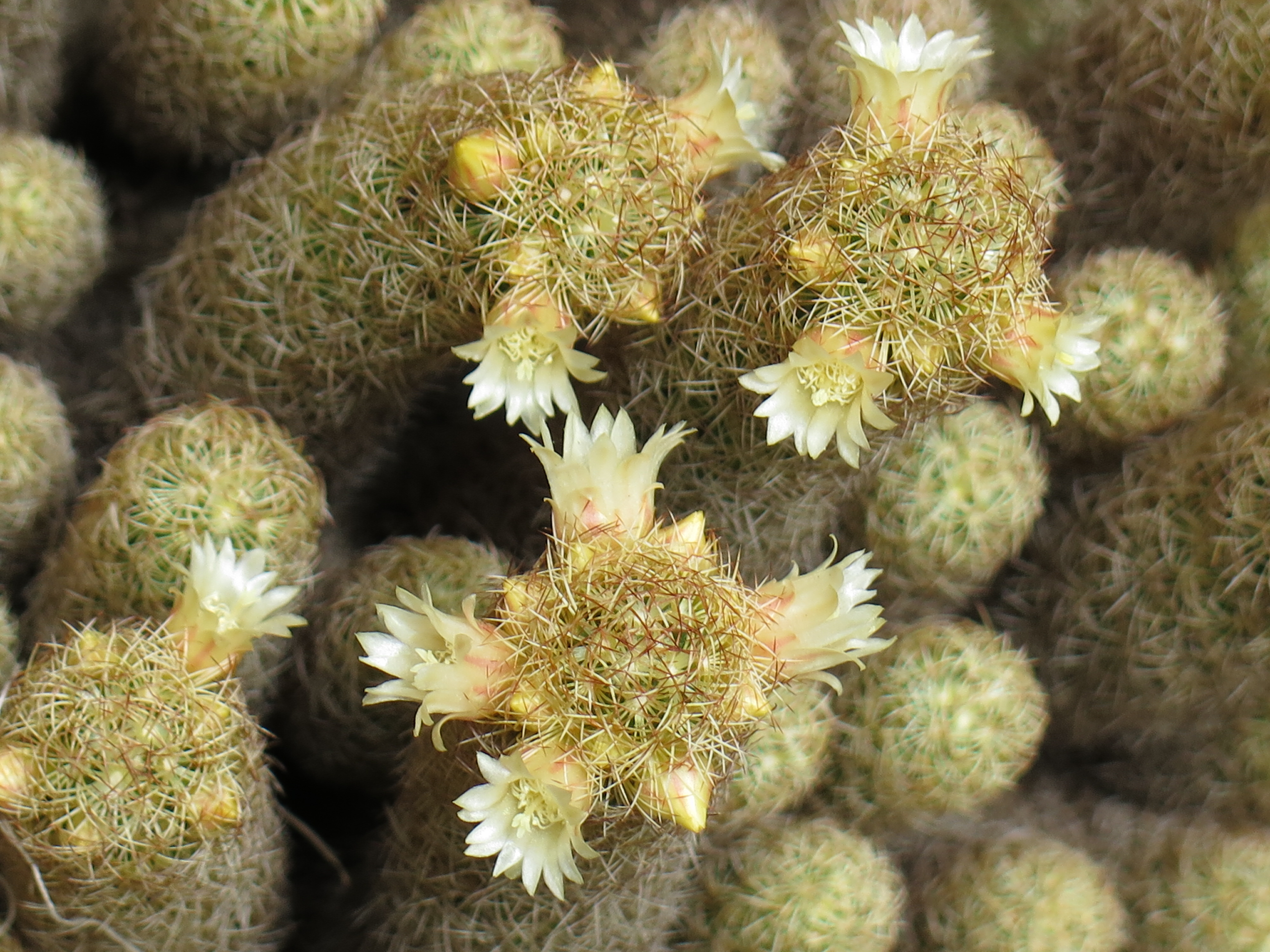
Blommor

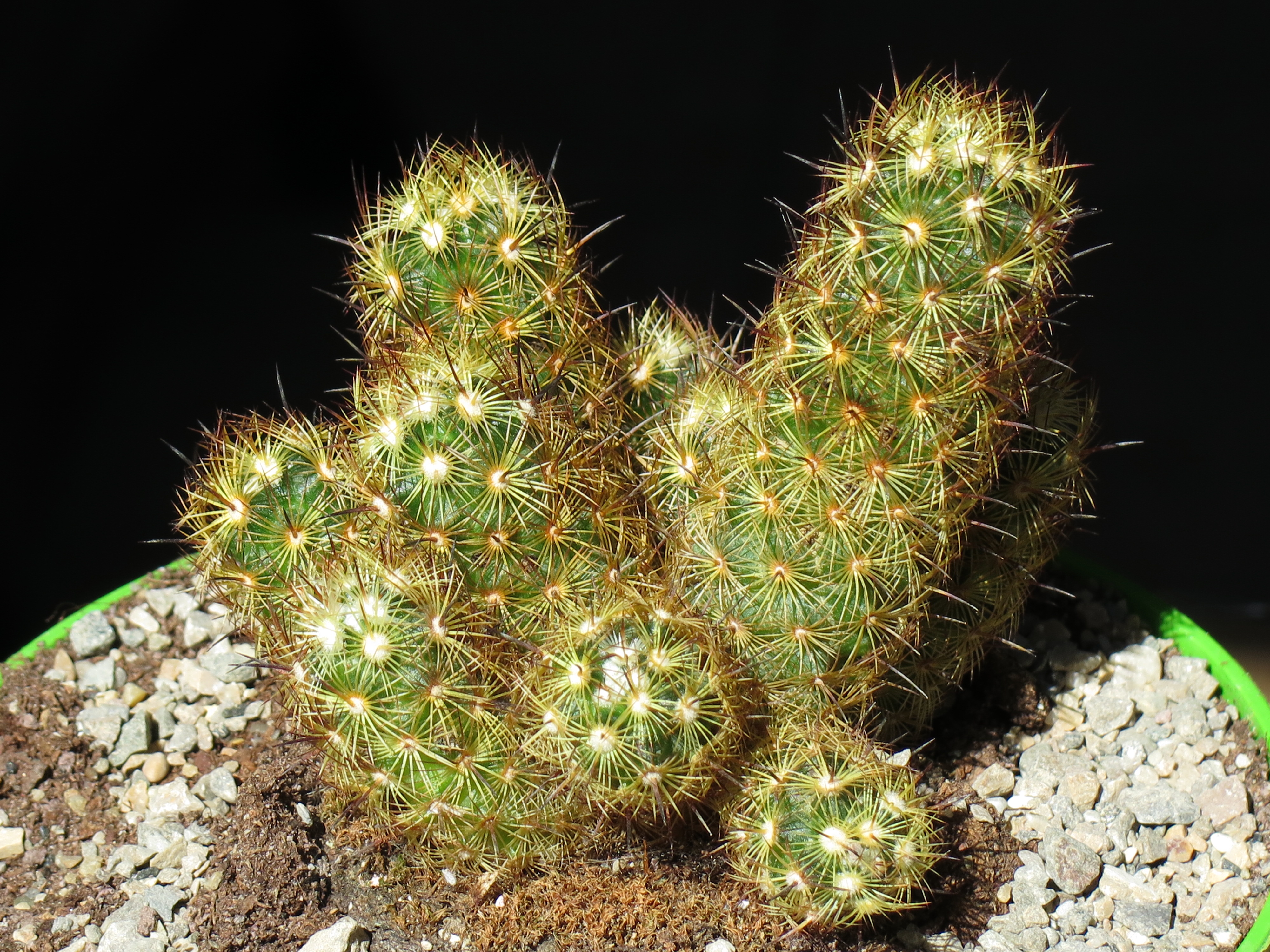
Mammillaria elongata var. anguinea